# Real Tonga Airlines
Real Tonga Airlines (in Eigenschreibweise REALtonga) war eine 2013 gegründete tongaische Fluggesellschaft mit Sitz in Nukuʻalofa und Basis auf dem Flughafen Fuaʻamotu.  Sie flog seit ihrer Gründung Verluste ein und befand sich auch aufgrund der COVID-19-Pandemie in Tonga zusätzlich in finanziellen Problemen. Ende 2020 wurde der Betrieb eingestellt.

## Flugziele

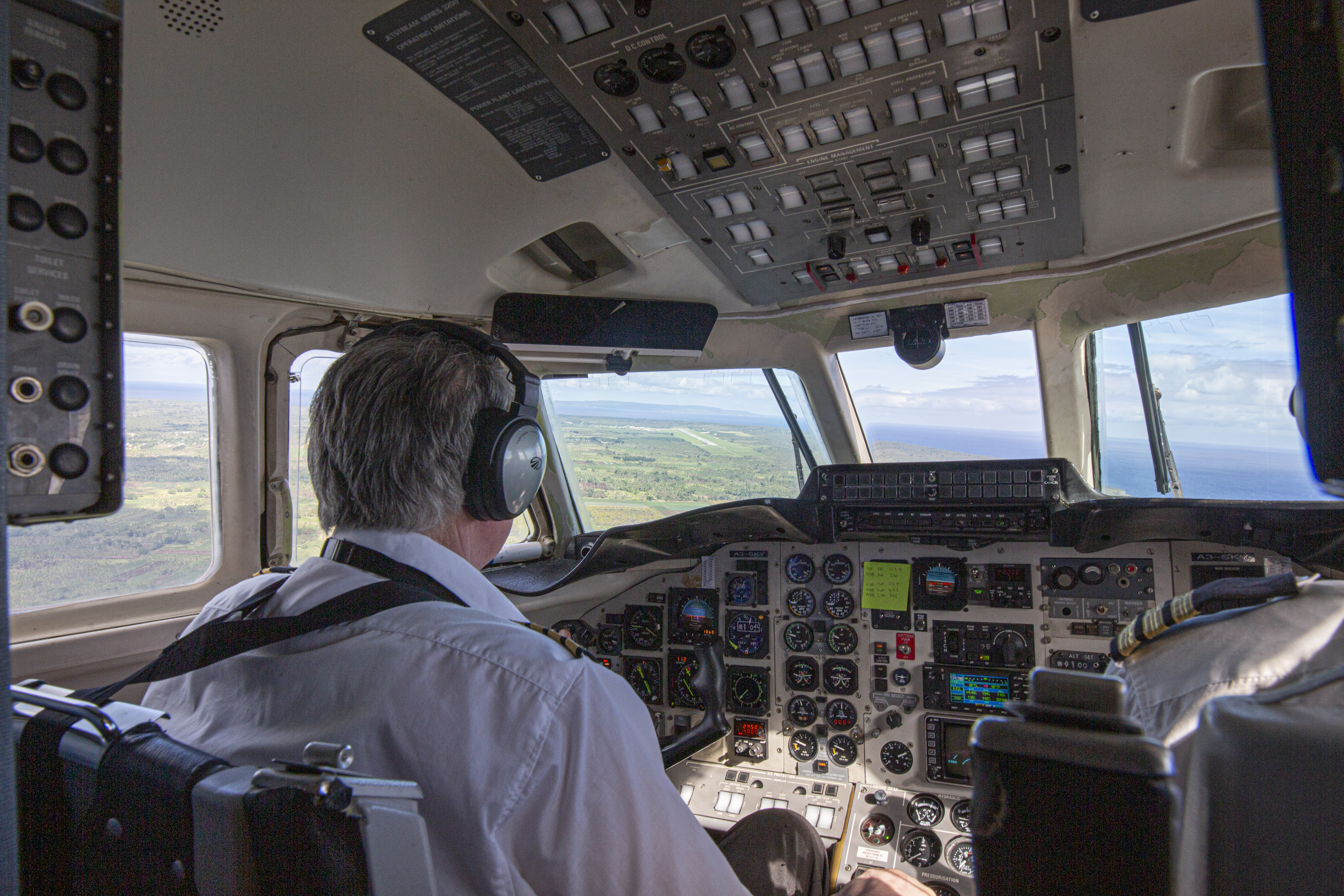
Cockpit einer Jetstream 32 der Real Tonga Airlines

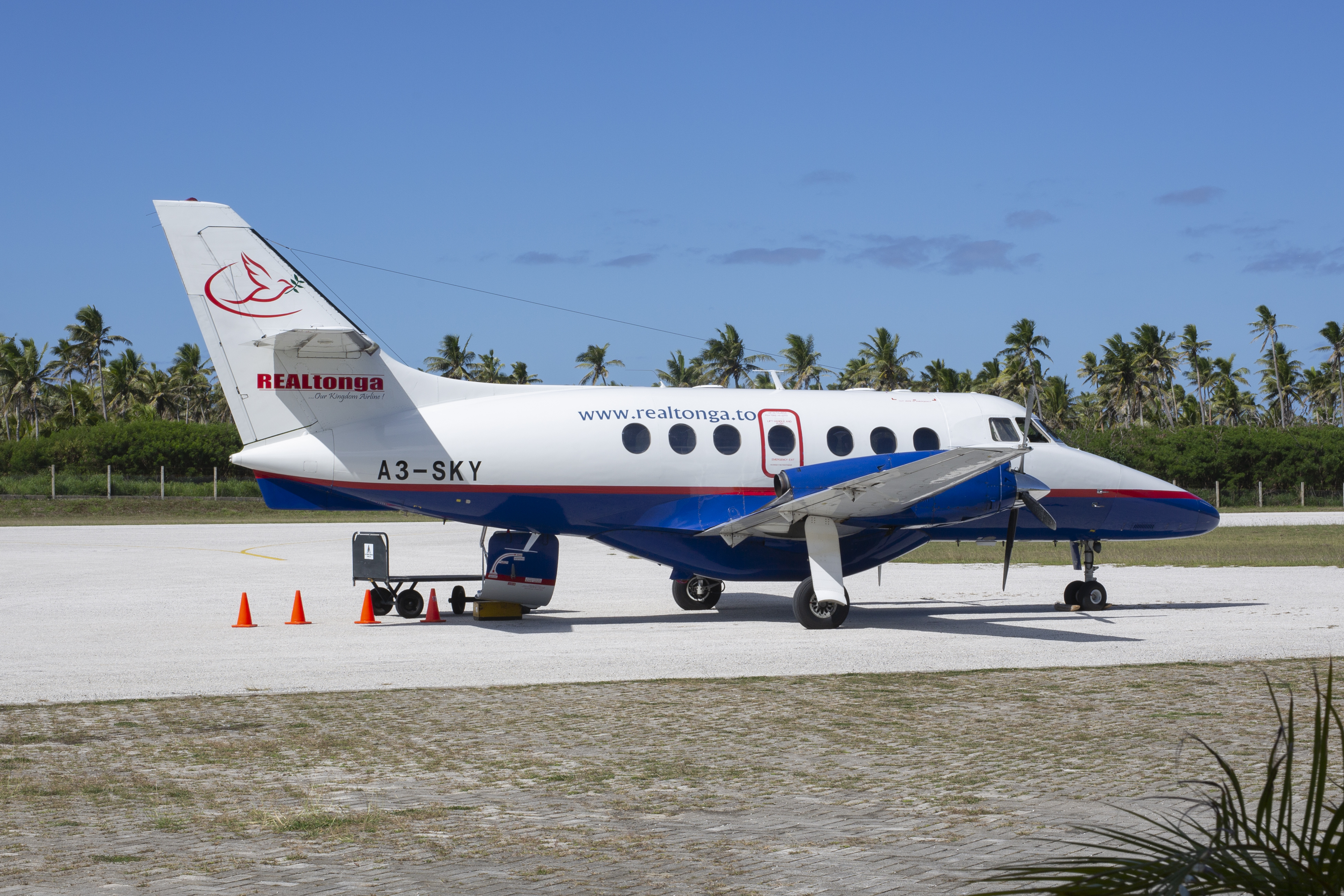
Eine Jetstream 32 der Real Tonga Airlines auf dem Flughafen Haʻapai

Real Tonga Airlines bediente von Nukuʻalofa die einzelnen Inseln Tongas. Es bestand ab Juli 2017 ein Codeshare-Abkommen mit Fiji Airways (Fiji Link) für die Strecken Vavaʻu nach Nadi und Suva.
Ab dem 18. Dezember 2017 wurden mit Flugziel Apia auf Samoa internationale Verbindungen angeboten, die im Mai 2018 aber wieder eingestellt wurden.

## Flotte

### Aktuelle Flotte
Mit Stand Februar 2022 bestand die Flotte der Real Tonga Airlines aus fünf Flugzeugen.
| Flugzeugtyp                  | Anzahl | bestellt | Anmerkungen |
| ---------------------------- | ------ | -------- | ----------- |
| Britten-Norman BN-2 Islander | 2      | –        |             |
| Handley Page Jetstream       | 2      | –        |             |
| Harbin Y-12                  | 1      | –        |             |
| Gesamt                       | 5      | –        |             |

### Ehemalige Flugzeugtypen
- Anfang 2015 erhielt Real Tonga Airlines eine Xi’an MA60, die ein Geschenk der Volksrepublik China an die Regierung Tongas war. Seit der Übernahme der neuseeländischen Regulierung für den Luftraum von Tonga im Februar 2015 war die Zertifizierung des Flugzeugs ausstehend, weswegen das Flugzeug am 5. April 2015 an die Regierung von Tonga zurückging.[9][10] Der Flugbetrieb wurde danach mit einer gecharterten ATR 72 weitergeführt. Die MA60 flog im September 2016 noch ohne internationale Zertifizierung, stattdessen aber mit einem Air Operator Certificate des Ministeriums für Infrastruktur in Tonga vom August 2016.[11][12]
Der Betrieb der einzigen Xi’an MA60 wurde im Juni 2019 eingestellt.[13]

- Saab 340B